# 31574 Moshova
31574 Moshova è un asteroide della fascia principale. Scoperto nel 1999, presenta un'orbita caratterizzata da un semiasse maggiore pari a 2,3681162 au e da un'eccentricità di 0,0728563, inclinata di 6,05469° rispetto all'eclittica.
L'asteroide è dedicato allo studente statunitense Andrew Moshova.